# Синяя комната (Пикассо)
«Синяя комната» (исп. La Habitación Azul) — картина испанского и французского художника Пабло Пикассо, написанная в 1901 году маслом на холсте. Размер — 50,5 × 61,5 см. Находится в музее современного искусства «The Phillips Collection» в Вашингтоне. 

## История и описание
«Синяя комната» создана вскоре после парижской выставки, проходившей в галерее Амбруаза Воллара. Это одна из самых ранних работ голубого периода. В ней ещё видно сильное влияние Эдгара Дега и Анри де Тулуз-Лотрека. Колорит холста составлен из голубовато-синих оттенков. Яркие цветные покрывала, ковёр и букет цветов на столе лишь подчёркивают холодную тональность картины. На стене висит афиша «Мэй Милтон» недавно умершего Тулуз-Лотрека как дань памяти художнику. Пикассо писал картину в комнате, которую он раньше  делил со своим другом-самоубийцей Карлосом Касагемасом. На холсте художник изображает обнажённую Жермен, принимающую ванну, ту самую Жермен, что стала виновницей гибели его товарища. Смерть Касагемаса из-за несчастной любви привела Пикассо к страданиям и социальной изоляции. Художник верил, что написав картину, он сможет дистанцироваться от этого события. Он видел причинно-следственную связь между тем, что он рисовал, и тем, что происходило в его жизни. С самоубийства Касагемаса в творчестве Пабло Пикассо наступил голубой период, где в качестве модели часто выступал его умерший друг. 
«Синяя комната» была первой картиной Пикассо, которую в 1927 году приобрёл американский коллекционер и критик Дункан Филлипс, оценивший эту раннюю работу художника за её цвет и эмоциональный резонанс. В 2014 году в результате молекулярного, рентгеновского и гиперспектрального анализов под слоем краски было обнаружено ещё одно изображение — портрет бородатого мужчины с галстуком-бабочкой. Довольно часто Пикассо записывал старые картины другими изображениями, так как ему не хватало денег на новые холсты. Таким образом, были потеряны многие возможные шедевры живописи.